# トン・ワイ
トン・ワイ（董瑋、スティーブン・トン・ワイ、スティーブン・トン、Stephen Tung Wai、Tung Wei、1958年2月6日 - ）は、香港出身の俳優、映画監督、武術指導、アクション監督。本名、董雲瑋。

## 人物・経歴
中国上海に生まれる。4歳の時に香港に移住。
京劇女優、映画女優として著名な粉菊花の主宰する京劇学校「春秋戯劇学校」
に8歳で入門。そこで北派の武術と京劇を学ぶ。同門にはラム・チェンイン（林正英）やチョン・ファ（鐘發）、ジョン・ローン、マン・ホイ（孟海）、シャオ・ホウ（小侯）、ロー・ガーイン（羅家英）、オースティン・ワイ（恵天賜）らがいた。
すでに入門時から子役として映画に出演。16歳でスタントマンとして活動を始めた。1973年公開ブルース・リー主演の『燃えよドラゴン』において「Don’t think. FEEL!（考えるな、感じろ）」と頭をはたかれていたのは少年トン・ワイである。その後もキン・フー（胡金銓）監督の『忠烈図』など多くの映画に出演。
1970年代末からは俳優の他に武術指導としても活動、台湾に渡ってディン・ジョン（丁重）監督作での主演をつとめる。一方、ジョー・チョン（張同祖）の初監督作品を手伝ったことをきっかけに、サモ・ハン・キンポーと共演した『プロジェクトD』（燃えよデブゴン9）をはじめとするジョー・チョン監督作品に多く出演するようになり、その後も長きにわたり監督と武術指導として組むことに繋がった。
79年には香港に戻り、香港のテレビ局TVBと契約。テレビドラマを中心に活動するとともに映画『霊幻百鬼 人嚇鬼』に出演するなどした。1986年にはジョン・ウー監督の『男たちの挽歌』に武術指導として参加。この頃より徐々に軸足を武術指導へと移すことになってゆく。
その後も、『チャイニーズ・ウォリアーズ』『マカオ極道ブルース』、ウォン・カーウァイ監督の『いますぐ抱きしめたい』などの武術指導を担当。
1989年には『新・霊幻道士 風水捜査篇』で監督デビューを果たし、90年代に入ると『欲望の翼』『キリング・アンド・ロマンス 狂気の愛』（殺人者の童話）、ツイ・ハーク監督の『ブレード/刀』、レスリー・チャン、アンディ・ラウ共演の『上海グランド』といったヒット作に携わり、1997年のテディ・チャン監督『ダウンタウン・シャドー』でアクション監督として第17回香港電影金像奨の最優秀動作設計を初受賞した。
組む監督にもよるが、トン・ワイ自身は常にアクションに意味を持たせたいと考えており「人を殴る場面なら、殴る行為の中にその事情を盛り込む。何故彼は人を殴らねばならないか、その心情を強調するんだ」と語っている。
彼の推薦により「香港動作特技演員公會（香港スタントマン協会）」唯一の日本人会員となった
日本のアクション監督谷垣健治によると、トン・ワイは京劇出身者には珍しく宙返りが嫌いで、格好いいだろうとクルクル回ったりすると「何故そこで回るのか、意味なく回らないで」とNGを出すことが多々あったといい、
ワイヤーアクションにおいても、初動の吊られ感を軽減するためワイヤーと引き手との間にゴムを挟む工夫を取り入れた。ゴムによって遊びができ引くのが先であっても演者が主体的に動け自然な動きに見えるという。以来これは現在のワイヤーワークの基本仕様となった。
1999年公開の『パープルストーム 紫雨風暴』では2度目の金像奨と金馬奨にて動作設計賞をダブル受賞。その後も『アクシデンタル・スパイ』『ヘブン・アンド・アース 天地英雄』『ヒロイック・デュオ 英雄捜査線』『セブンソード』『墨攻』『ビースト・ストーカー/証人』『孫文の義士団』『レイン・オブ・アサシン』など数々の大作を手掛け、2017年には自身6度目にあたる金像奨の最優秀動作設計をダンテ・ラム監督の『オペレーション・メコン』で単独受賞し、今や中華圏を代表するアクション監督の1人である。

## 主な作品

### 監督作品
- 1989年

　新・霊幻道士 風水捜査篇
- 1990年

　錯體追擊組合／獵狐
- 1998年

　ヒットマン
- 2001年

　地上最強 EXTREME CHALLENGE

### 武術指導、アクション監督担当作品
- 1977年

　紅衣冷血金面人
- 1978年

　十八羅漢拳
- 1979年

　鐵首無情追魂令

　神腿
- 1980年

　搏紮
- 1986年

　雙龍吐珠
 		 	 
　男たちの挽歌　英雄本色
- 1987年

　チャイニーズ・ウォリアーズ　中華戰士
	 	 
　霊幻道士3 キョンシーの七不思議　 靈幻先生
 	 
　マカオ極道ブルース　 江湖龍虎門
- 1988年

　いますぐ抱きしめたい 　旺角卡門
- 1989年

　ワニハンター　專釣大鱷
	 	 
　霊幻道士5 ベビーキョンシー対空飛ぶドラキュラ!　一眉道人
- 1990年

　欲望の翼　 阿飛正傳
	 	 
　アンディ・ラウ/武闘派列伝 　再戰江湖
- 1991年

　蒼き獣（おおかみ）たち　五虎將之決裂
	 	 
　暗黒英雄伝　衝擊天子門生

- 1992年

　神槍手與咖喱雞
	 	
　ツイン・ドラゴン　雙龍會
- 1993年

　アンディ・ラウのスター伝説 　天長地久
- 1994年

　キリング・アンド・ロマンス 狂気の愛　殺手的童話
- 1995年

　ブレード/刀　刀
- 1996年

　ビビアン・スーのロマンシング・ドラゴン　龍在少林
	 	 
　上海グランド 　新上海灘
- 1997年

　kitchen キッチン　我愛廚房
	 	 
　ダウンタウン・シャドー 　神偷諜影
- 1998年

　ヒットマン　殺手之王
 	 	 
　ヴァーチャル・シャドー 幻影特攻　幻影特攻
	 	 
　玻璃の城　玻璃之城
- 1999年

　パープルストーム 紫雨風暴　紫雨風暴
- 2001年

　アクシデンタル・スパイ　特務迷城
- 2002年

　プリンセスD　想飛 

- 2003年

　ヘブン・アンド・アース 天地英雄　天地英雄
	 
　風雲!格闘王　安娜與武林
 	 
　ヒロイック・デュオ 英雄捜査線　雙雄
- 2004年

　ベルベット・レイン　江湖
  	 
　2046　2046
- 2005年

　セブンソード　七劍
	 	
　ウィンター・ソング　如果愛
	 	 
　PROMISE　無極
- 2006年

　墨攻　墨攻
	 	 
　我要成名
 	 
　シルク　詭絲
- 2007年

　詠春 The Legend of WING CHUN　詠春（TVドラマ）	 	 
- 2008年

　花花型警
	 	 
　画皮 あやかしの恋　畫皮
	 	 
　ビースト・ストーカー/証人　証人
- 2009年

　ムーラン　花木蘭
	 	 
　孫文の義士団　十月圍城

　白銀帝國
- 2010年

　功夫詠春 
	 
　レイン・オブ・アサシン　劍雨
- 2012年

　妖魔伝 レザレクション　畫皮II
	 	 
　大魔術師"X"のダブル・トリック　大魔術師
- 2013年

　楊家将〜烈士七兄弟の伝説〜　忠烈楊家將
- 2014年

　カンフー・ジャングル　一個人的武林
 
　白髪妖魔伝 白髮魔女傳之明月天國3D
- 2015年

　三城記　三城記
- 2016年

　喜樂長安

　オペレーション・メコン 湄公河行動
- 2017年

明月幾時有

九龍不敗

### 出演作品
- 1977年

　紅衣冷血金面人

　人虎戀

　血玉

　快刀亂麻斬
- 1978年

　戚繼光
　十八羅漢拳
- 1979年

　鐵首無情追魂令

　清洪幫

　神腿

　十大弟子

　プロジェクトD　醒目仔蠱惑招		 	 
- 1980年

　搏紮
- 1981年

　皇帝與太監
- 1984年

　霊幻百鬼 人嚇鬼　人嚇鬼
- 1985年

　水兒武士
- 1992年

　ハード・ボイルド 新・男たちの挽歌　辣手神探
	 	
　神槍手與咖喱雞
- 1997年

　女ともだち　自梳
- 1999年

　わすれな草　半支煙
- 2001年

　地上最強 EXTREME CHALLENGE
- 2006年

　我要成名
- 2009年

　スナイパー:　神鎗手
- 2021年

　カンフースタントマン 龍虎武師　龍虎武師

## 主な受賞
- 第17回香港電影金像奨 (1998) 最佳動作設計：トン・ワイ『ダウンタウン・シャドー』
- 第36回金馬奨 (1999) 最佳動作指導：トン・ワイ『パープルストーム 紫雨風暴』
- 第19回香港電影金像奨 (2000) 最佳動作設計：トン・ワイ『パープルストーム 紫雨風暴』
- 第21回香港電影金像奨 (2002) 最佳動作設計：トンワイ、成家班『アクシデンタル・スパイ』
- 第42回金馬奨(2005) 最佳動作設計：ラウ・カーリョン、トン・ワイ、ホン・ヤンヤン『セブンソード』
- 第29回香港電影金像奨 (2010) 最佳動作設計：トン・ワイ、リー・タッチウ『孫文の義士団』
- 第34回香港電影金像奨 (2015) 最佳動作設計：ドニー・イェン、トン・ワイ、ユン・ブン、イム・ワー『カンフー・ジャングル』
- 第36回香港電影金像獎（2017）最佳動作設計 : トン・ワイ『オペレーション・メコン』